# Blumenriviera
Der Abschnitt der Riviera in der Gegend um Sanremo und Bordighera trägt wegen der charakteristischen Blumenfelder und Blumenmärkte die Bezeichnung Blumenriviera (Riviera dei Fiori). Heute wird das Bild der Blumenriviera auch durch Gewächshäuser geprägt.

## Ursprung
Der französischen Schriftsteller Alphonse Karr (1808–1890) wurde wegen seiner revolutionären Schriften aus Frankreich verbannt und lebte im damals italienischen Nizza. Er widmete sich der Blumenzucht und hatte großen Erfolg mit dem Blumenversand nach Paris. Die ligurischen Bauern taten es ihm nach. Groß angelegte Blumenfelder verdrängten allmählich die Oliven- und Zitruspflanzenhaine.
Am 3. Wochenende im Juni findet ein großes Blumenfest statt (Bottiglieri dei Fiori in Ventimiglia). Es beginnt mit einem Umzug mit Figuren aus Blumen und endet mit einer großen Blumenschlacht, bei der sich Bürger und Touristen gegenseitig mit Blumen bewerfen. Hauptsächlich wird die Nelke hier gesehen.

## Hauptorte
- Andora
- Bordighera
- Cervo
- Diano Marina
- Dolcedo
- Imperia
- Ospedaletti
- Sanremo
- Taggia
- Ventimiglia